# Паденге сул Гарда
Падѐнге сул Га̀рда (на италиански: Padenghe sul Garda) е малко градче и община в Северна Италия, провинция Бреша, регион Ломбардия. Разположено е на 127 m надморска височина, на западния бряг на езеро Гарда. Населението на общината е 4322 души (към 2013 г.).